# Multicameralismo

Nações com uma legislatura bicameral.
Nações com uma legislatura unicameral e um corpo consultivo.
Nações com uma legislatura unicameral.
Nações sem legislatura.
Sem dados.

Em contraste com o unicameralismo e o bicameralismo, o multicameralismo é a condição na qual uma legislatura é dividida em mais de duas assembléias deliberativas, comumente chamadas de "câmaras" ou "casas".   Isso geralmente inclui tricameralismo com três câmaras, mas também pode descrever um sistema com qualquer quantidade a mais. A palavra "multicameral" também pode se relacionar de outras maneiras com seu significado literal de "muitas câmaras" com uso em ciência ou biologia.

## Prevalência
Aproximadamente metade dos estados soberanos do mundo são unicameral, e democracias mais recentes e constituições mais recentes são mais frequentemente unicameral do que não. Mais especificamente, muitos países mudaram para o unicameralismo, enquanto o oposto é raro. No entanto, muitos parlamentos e congressos atuais ainda têm uma estrutura multicameral (geralmente bicameral), que alguns afirmam fornecer múltiplas perspectivas e uma forma de separação de poderes dentro da legislatura. 

## História
Em graus mais altos de multicameralismo, as assembléias deliberativas escandinavas medievais tradicionalmente tinham quatro estados: a nobreza, o clero, os burgueses e os camponeses. O Riksdag sueco e finlandês dos Estados manteve essa tradição por mais tempo, tendo quatro corpos legislativos separados. A Finlândia, como parte da Rússia Imperial, usou a Dieta da Finlândia de quatro câmaras até 1906, quando foi substituída pelo Parlamento unicameral.
A Assembleia Federal da Iugoslávia originalmente tinha cinco câmaras. Depois que a Iugoslávia adotou uma nova constituição em 1963, sua legislatura foi reestruturada em quatro câmaras, cada uma representando os vários setores da sociedade iugoslava, com uma câmara adicional representando a população em geral.   A Assembleia Federal era a única legislatura em qualquer lugar com cinco câmaras, e uma emenda constitucional acrescentou um sexto componente descrito como câmara ou subcâmara.     A Iugoslávia adotou ainda outra constituição em 1974, abolindo a Assembleia Federal e substituindo-a por uma legislatura bicameral. 

## Benefícios
Os defensores das legislaturas multicamerais sustentam que várias câmaras legislativas oferecem a oportunidade de debater novamente e corrigir erros em qualquer uma das câmaras em paralelo e, em alguns casos, introduzir legislação em qualquer uma das câmaras. Os defensores do multicameralismo também afirmam que as múltiplas câmaras legislativas são (melhor) capazes de representar os vários setores da sociedade (como populações cultural ou linguisticamente distintas, geograficamente diferentes ou com interesses semelhantes que compõem um país - ou seja, os vários estados da os Estados Unidos da América ou as províncias do Canadá, cada um com suas próprias fronteiras geográficas, subculturas, interesses e até idiomas, ou seja, inglês, francês, espanhol), que podem não conseguir ser adequadamente representados por um corpo legislativo singular. Os defensores do multicameralismo também postulam que uma fraqueza crítica de um sistema unicameral pode ser uma potencial falta de contenção da maioria (governo da máfia) e incompatibilidade com a separação de poderes entre os ramos legislativo e executivo do governo, particularmente perceptível em sistemas parlamentaristas onde o líderes da maioria parlamentar também dominam o executivo.